# 間島氏勝
間島 氏勝（まじま うじかつ）は、戦国時代から安土桃山時代にかけての武将、大名。豊臣氏の家臣。通称は彦太郎。官位は兵衛尉（『太閤記』では右兵衛尉）、因幡守。播磨国福中城主、のち淡路国岩屋城主。姓は間嶋、または真島とも。

## 間島氏について
間島氏は赤松氏の傍流で、宇野則景の子・景能を祖とする。嘉吉元年（1441年）の嘉吉の乱で赤松氏とともに没落するが、康正2年（1456年）、南朝より神璽を奪還し（禁闕の変）、お家再興を果たした。その後、赤松氏のもとで加賀国守護代を務めたが、応仁の乱後に本貫地である播磨国明石郡平野荘に戻った。
戦国時代には別所氏に属していたが、天文23年（1554年）、三好長逸が播磨に攻め込んだ際に別所氏の三木城とともに福中城を落とされ、5年後の永禄2年（1559年）6月の三好長慶と安見直政との戦いでは別所氏とともに長慶に合力して河内国に攻め込んでいる。
永禄7年（1564年）7月、長慶が死去すると三好三人衆と松永久秀との間に不和が生じ、遂に両者の間で激しい戦いが繰り広げられるようになる。永禄9年（1566年）6月、2万5千人もの兵を率いて兵庫に上陸した篠原長房が松永方の越水城を攻め落とし、次いで松永孫六郎が守備する滝山城を攻撃した際には淡路十人衆の他、別所氏、明石氏、衣笠氏とともに三好勢に加勢し、8月17日に滝山城を落城させている。

## 略歴
播磨国大山館主・間島氏常の子として生まれる。天正8年（1580年）頃、播磨に侵攻した羽柴秀吉に臣従した。後に別所長治が織田信長から離反した際、父の氏常は長治に与して三木城に入城したが、氏勝は秀吉方に属したという。『三木戦史』によれば、秀吉軍が三木城を包囲した際、鹿島彦太郎（氏勝）は福原長堯とともに明石街道に布陣している。
その後、正確な時期は不明だが、秀吉の命によって福中城を破却された。
天正11年（1583年）4月、賤ヶ岳の戦いの後の論功行賞で淡路国岩屋城主に任ぜられた。
天正12年（1584年）、小牧・長久手の戦いに従軍し、天正14年（1586年）には方広寺大仏殿（京の大仏）の作事奉行を務める。その後、九州平定や小田原征伐にも従軍し、文禄元年（1592年）の文禄の役では秀吉の後備衆の1人として200人を率いて肥前国名護屋城に駐屯、この当時1万石を領していたという。
その後の氏勝の動静については諸説あり、文禄の役から慶長3年（1598年）の間に死去したとも、文禄4年（1595年）の秀次事件に連座したともいう。また、慶長5年（1600年）の関ヶ原の戦いでは西軍に加担したため没落するが、その後、同族のよしみをもって黒田如水に寄食したという。

## 逸話
- 伝説によれば彦太郎は弓の名手であったとされ、三木合戦の際、坂を降っていた秀吉軍に福中城にいた彦太郎が矢を放つが、その結果城の位置を秀吉に知られてしまい、秀吉軍の攻撃を受けて福中城は落城した。以来この坂を"矢の坂"と呼ばれるようになったという[14]。また、平野八幡神社には天正3年（1575年）8月に彦太郎が奉納したという重籐の弓が保管されている[10]。